# Grądziki
Grądziki (prononciation : [ɡrɔnˈd͡ʑiki]) est un village polonais de la gmina de Stary Lubotyń dans le powiat d'Ostrów Mazowiecka de la voïvodie de Mazovie dans le centre-est de la Pologne.
Il se situe à environ 6 kilomètres au sudd de Stary Lubotyń (siège de la gmina), 10 kilomètres au nord d'Ostrów Mazowiecka (siège du powiat) et à 97 kilomètres au nord-est de Varsovie (capitale de la Pologne).

## Histoire
De 1975 à 1998, le village appartenait administrativement à la voïvodie d'Ostrołęka.